# Stazione di Molino del Pallone
La stazione di Molino del Pallone è una stazione ferroviaria posta sulla linea Pistoia-Bologna.
Serve la località di Molino del Pallone, frazione montana del comune di Alto Reno Terme, nella città metropolitana di Bologna.

## Storia
La stazione fu costruita più per facilitare gli incroci dell'alto numero di convogli in circolazione sulla linea (che arrivò fino a 70/giorno negli anni 1920), più che per servire la piccola frazione montana.
Il 24 maggio 1927 venne attivato l'esercizio a trazione elettrica a corrente alternata trifase; la linea venne convertita alla corrente continua il 13 maggio 1935.
Dai primi anni novanta, con l'installazione del sistema di controllo automatico, è impresenziata.
Dal 9 agosto 2020, è declassata da stazione a fermata ferroviaria.

## Caratteristiche
Stazione di piccola importanza, costruita per favorire il turismo, all'epoca della costruzione della linea ferrata fiore all'occhiello dell'Appennino tosco-emiliano, presenta due binari di circolazione, consentendo pertanto l'incrocio dei treni.

## Movimento
La stazione è servita da treni regionali svolti da Trenitalia nell'ambito del contratto di servizio stipulato con la regione Toscana.
A novembre 2019, la stazione risultava frequentata da un traffico giornaliero medio di circa 13 persone (7 saliti + 6 discesi).

## Servizi
La stazione è classificata da RFI nella categoria bronze.